# Charles Edward Pratt
Charles Edward Pratt   (Boston, 15 de juliol de 1911 - Vancouver, 24 de febrer de 1996) va ser un remer i arquitecte canadenc.
Nascut a Boston, amb 10 anys es va traslladar a viure a Vancouver, on va estudiar a la Universitat de la Colúmbia Britànica entre 1930 i 1933.
El 1932 va prendre part en els Jocs Olímpics d'Estiu de Los Angeles, on guanyà la medalla de bronze en la competició de doble scull del programa de rem. Formà parella amb Noël de Mille. El 1980 aquest equip va ser inclòs al British Columbia Sports Hall of Fame.
El 1933 es va traslladar a Toronto per estudiar enginyeria a la Universitat de Toronto, però el seu company de classe i futur soci, Robert Berwick, el va convèncer d'estudiar arquitectura, carrera de la qual es va graduar el 1938. El 1939 s'incorporà a l'estudi Sharp and Thompson, del qual n'acabà sent director el 1945, passant a anomenar-se Sharp and Thompson, Berwick and Pratt and Partners, l'estudi d'arquitectura més important de l'oest del Canadà. Va tenir una influència considerable en l'arquitectura de Vancouver, sent un fervent defensor de l'estil Internacional, durant la seva carrera i va romandre actiu fins a la seva mort, en un accident de trànsit el febrer de 1996.